# Cryptoscenea hoelzeli
Cryptoscenea hoelzeli is een insect uit de familie van de dwerggaasvliegen (Coniopterygidae), die tot de orde netvleugeligen (Neuroptera) behoort. 
De wetenschappelijke naam Cryptoscenea hoelzeli is voor het eerst geldig gepubliceerd door Sziráki in 1997.